# Jassika Hellala
Jassika Hellala, Jessika Hellala (ur. ?) – algierska lekkoatletka, tyczkarka.
Trzykrotna mistrzyni Algierii (1995, 1997, 1998). Piąta zawodniczka mistrzostw Afryki juniorów (1999).
Była rekordzistka kraju.